# Billete de un peso colombiano
El Billete de un peso colombiano fue una de las denominaciones de papel moneda que circularon en Colombia. Correspondían a la denominación actual de 1000 pesos.
Esta denominación tuvo varias ediciones, entre las cuales estaba (la más conocida) la edición de 1973, con los rostros de Simón Bolívar y Francisco de Paula Santander, héroes de la Independencia de Colombia, y presidentes sucesivos de la República.

## Ediciones

### Primera Edición
La primera edición del billete de 1 peso, correspondió, a su vez, con el primer billete expedido por el Banco de la República de Colombia, y fue lanzado en 1923. En su anverso, tenía impreso el retrato de Francisco José de Caldas, prócer de la Independencia y científico neogranadino; en el reverso se aprecia la efigie de la libertad. Recibía el nombre de "peso oro", por equivaler al centavo, entonces acuñado en ese metal. Pero en 1931, Colombia cambió este sistema, al igual que muchos otros estados, por las consecuencias de la Gran Depresión.

### Segunda Edición
Esta edición, se caracterizó por la acuñación de plata, por lo que al papel moneda se le llamó "Peso plata". Este cambió fue favorecido por la Guerra colombo-peruana, que comenzó en 1932.
En el anverso estaba impresa una efigie de un personaje, similar a Augusto o Pompeyo, y en se reverso estaba impresa la efigie de la libertad, rodeada de la leyenda BANCO DE LA REPÚBLICA, CERTIFICADO DE PLATA. El color de este billete era verde, como los primeros dólares.

### Tercera Edición
De esta familia de billetes se desconocen muchos detalles importantes. Para los coleccionistas, esta es la pieza que más valor tiene dentro de sus colecciones, ya que es aquí donde comienzan a encontrarse ejemplares en buen estado, que no pertenecen al Banco Nacional.
| N.º Pick | Emisión | Imágenes | Imágenes | Dimensiones | Color | Color | Descripción                                  | Descripción         |
| N.º Pick | Emisión | Anverso  | Reverso  | Dimensiones | Color | Color | Anverso                                      | Reverso             |
| -------- | ------- | -------- | -------- | ----------- | ----- | ----- | -------------------------------------------- | ------------------- |
| -        |         |          |          | 140 × 70 mm |       | Azul  | Francisco de Paula Santander y Simón Bolívar | Cóndor de los Andes |

### Última edición y cambio de impresor
Esta generación de billetes, fue lanzada en 1959, coincidiendo con la creación de la primera imprenta del Banco de la República de Colombia. Antes de la fecha, el Banco imprimía sus billetes, gracias a sus socios American Bank Note Company y De La Rue, que fueron los responsables de las dos primeras ediciones de las denominaciones usadas en el país.
En el anverso están impresos los retratos de Bolívar, y Santander. Por su parte, el reverso tiene impreso el Cóndor andino, emblema nacional de Colombia. 
Finalmente, esta denominación salió de circulación en el año 1977, para darle paso al billete de 10 pesos.